# Ayapua
El Ayapua, oficialmente Museo Barco Histórico Ayapua, es un barco museo peruano ubicado en la Zona Monumental de Iquitos, Loreto, a orillas de la bahía de Iquitos. Cuenta con un salón de recepción para las exposiciones y 10 salones al estilo victoriano con antigüedades cada uno. Expone la historia de la amazonia peruana. El barco tiene 33 m de eslora y 5 m de manga.

## Historia
Fue construido por R. Holtsen en Hamburgo, Alemania en 1906. Funcionó durante el boom del caucho. Ha sido restaurado. Actualmente es un barco museo ubicado a orillas de la plaza Ramón Castilla y Marquesado.